# Herb gminy Skąpe
Herb gminy Skąpe – symbol gminy Skąpe, autorstwa Wojciecha Strzyżewskiego, ustanowiony 23 stycznia 1991.

## Wygląd i symbolika
Herb przedstawia na tarczy w polu niebieskim postać św. Bartłomieja w srebrnej szacie, dzierżącego w ręku złoty nóż, stojącego na zielonym wzgórzu, na którym znajdują się również trzy złote kłosy zboża, a pod nim trzy fale o różnych odcieniach niebieskiego imitujące wodę. Postać świętego nawiązuje do klasztoru cysterek z Trzebnicy, którego własnością były Skąpe, zboże symbolizuje rolnictwo gminy, a wzniesienie i woda walory przyrodnicze gminy.